# Richard Rush (Politiker)

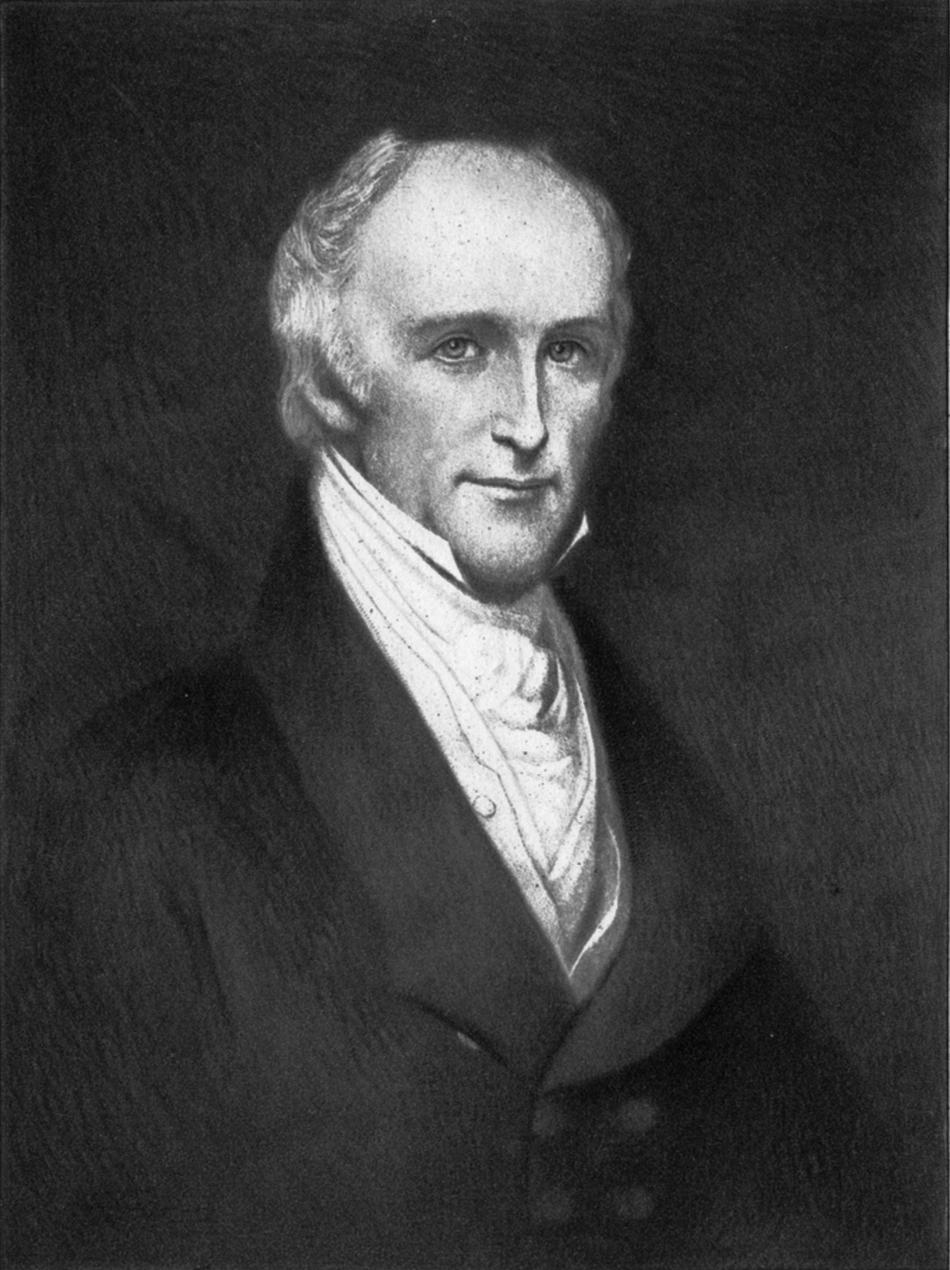
Richard Rush

Richard Rush (* 29. August 1780 in Philadelphia, Pennsylvania; † 30. Juli 1859 ebenda) war ein US-amerikanischer Diplomat, Politiker, Justizminister (Attorney General) und Finanzminister.

## Familie, Studium und berufliche Laufbahn
Der Sohn des Arztes, Schriftstellers, Lehrers und Humanisten Benjamin Rush, der 1776 einer der Unterzeichner der Unabhängigkeitserklärung war, begann bereits mit 14 Jahren ein allgemein bildendes Studium am College of New Jersey, das er 1797 als jüngster Student seines Jahrgangs beendete. Nach einem Studium der Rechtswissenschaften wurde er 1800 im Alter von 20 Jahren zum Rechtsanwalt zugelassen. Als solcher erwarb er sich schnell den Ruf eines herausragenden Redners und erfolgreichen Prozessanwalts.

## Politische Laufbahn

### Attorney General und Botschafter in London
1811 wurde er zunächst zum Attorney General von Pennsylvania ernannt, aber schon im November 1811 von Präsident James Madison zum Comptroller des Finanzministeriums berufen. Trotz dieser relativ untergeordneten Position war er wegen seiner engen Freundschaft zu Madison einer der geheimen Ratgeber des Präsidenten während des Britisch-Amerikanischen Krieges von 1812.
1814 bot ihm Madison die Übernahme des Finanz- oder Justizministeriums in seinem Kabinett an. Rush entschied sich am 10. Februar 1814 für das Amt des Justizministers (Attorney General), welches er bis zum 12. November 1817 ausübte.

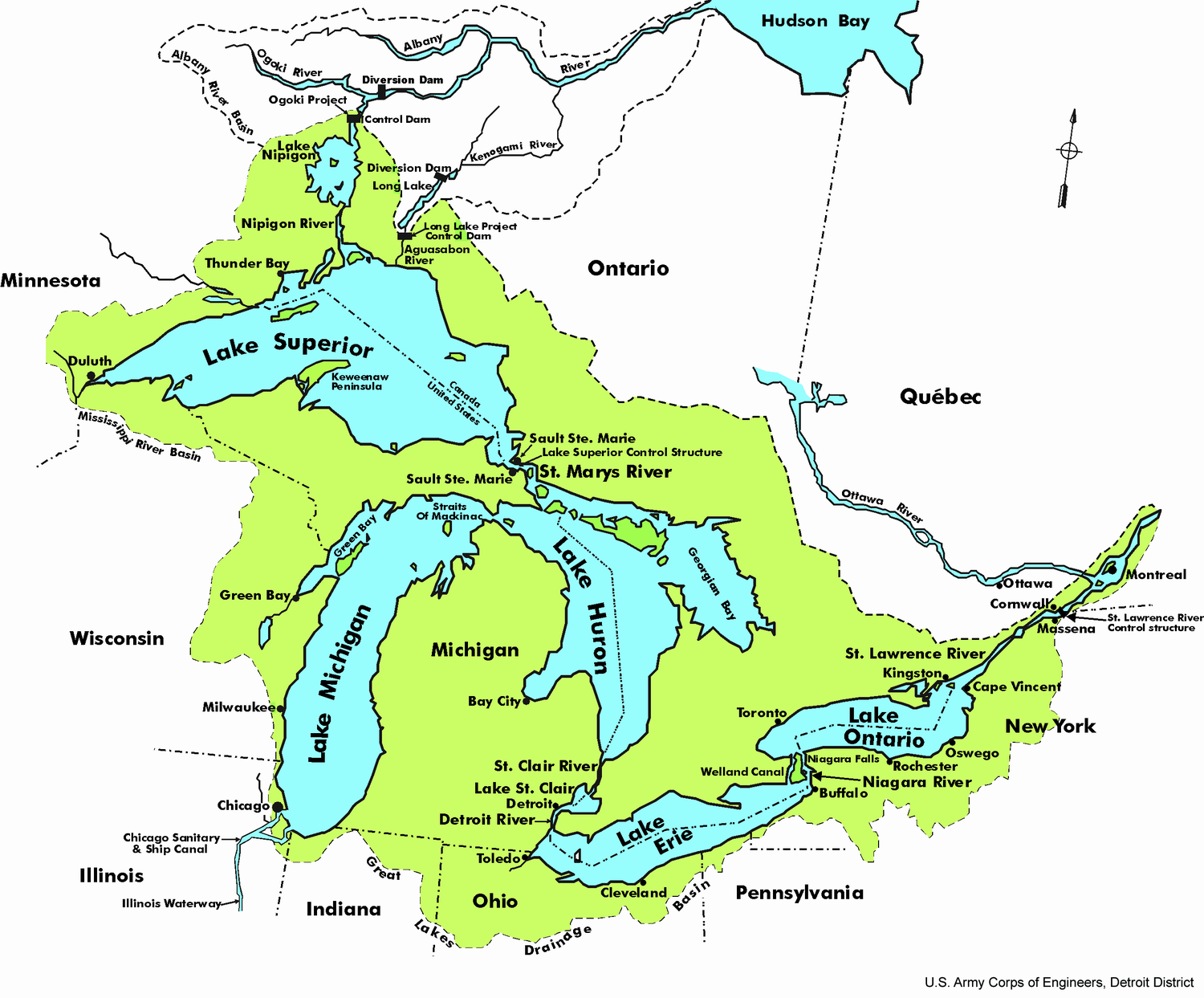
Die Großen Seen, Übersichtskarte

Zeitweise war er bis zur Ankunft von John Quincy Adams auch amtierender Außenminister. In dieser Funktion schloss er 1817 mit dem britischen Botschafter in Washington, Sir Charles Bagot, das Rush-Bagot-Abkommen, welches eine Entmilitarisierung der Grenze zu Kanada bei den Großen Seen erreichte.
Im Oktober 1817 übernahm er von Adams das Amt des Gesandten in London, das er dann bis 1825 ausübte. Als solcher verhandelte er einige wichtige Abkommen mit dem Vereinigten Königreich wie zum Beispiel den Londoner Vertrag, der neben Grenzfestlegungen auch die Handelsbeziehungen beider Staaten regelte und den er 1818 mit Außenminister Robert Stewart unterzeichnete.
1820 kandidierte er von England aus als Vizepräsident der Vereinigten Staaten für die Föderalistische Partei, bekam jedoch nur eine Wahlmännerstimme.

### Finanzminister unter Präsident Adams
Nach der Wahl von John Quincy Adams zum US-Präsident wünschte sich Rush eigentlich die Ernennung zum Marineminister, nachdem er sich während seines Botschafteramtes intensiv mit der Royal Navy befasst hatte. Präsident Adams ernannte ihn jedoch 7. März 1825 zum Finanzminister. Dieses Amt übte er mit erheblichem Erfolg bis zum Ende der Präsidentschaft von Adams am 4. März 1829 aus.
Insbesondere konnte er seinem Nachfolger einen großen Haushaltsüberschuss übergeben. Außerdem war zu diesem Zeitpunkt fast die gesamte Staatsverschuldung abgebaut. Er galt als Verteidiger der Second Bank of the United States, in der er eine sichere Institution für die Regierungsguthaben sah. In der Handelspolitik war er ein Verfechter des Protektionismus sowie eines restriktiven Zinssatzes zur Steigerung der Produktivität der amerikanischen Manufakturen. Zugleich versuchte er die Relationen zwischen Zinssätzen und Handel durch Handelsstatistiken zu erforschen.
1828 war er Kandidat der National Republican Party für das Amt des Vizepräsidenten als Running Mate von John Quincy Adams, der jedoch bei der Präsidentschaftswahl Andrew Jackson unterlag.

### Diplomatischer Unterhändler und Gesandter in Paris
Nach seinem Ausscheiden aus dem Finanzministerium reiste er im Auftrag der Städte Georgetown und Alexandria nach England sowie in die Niederlande und handelte dort erfolgreich die Gewährung von Krediten aus.

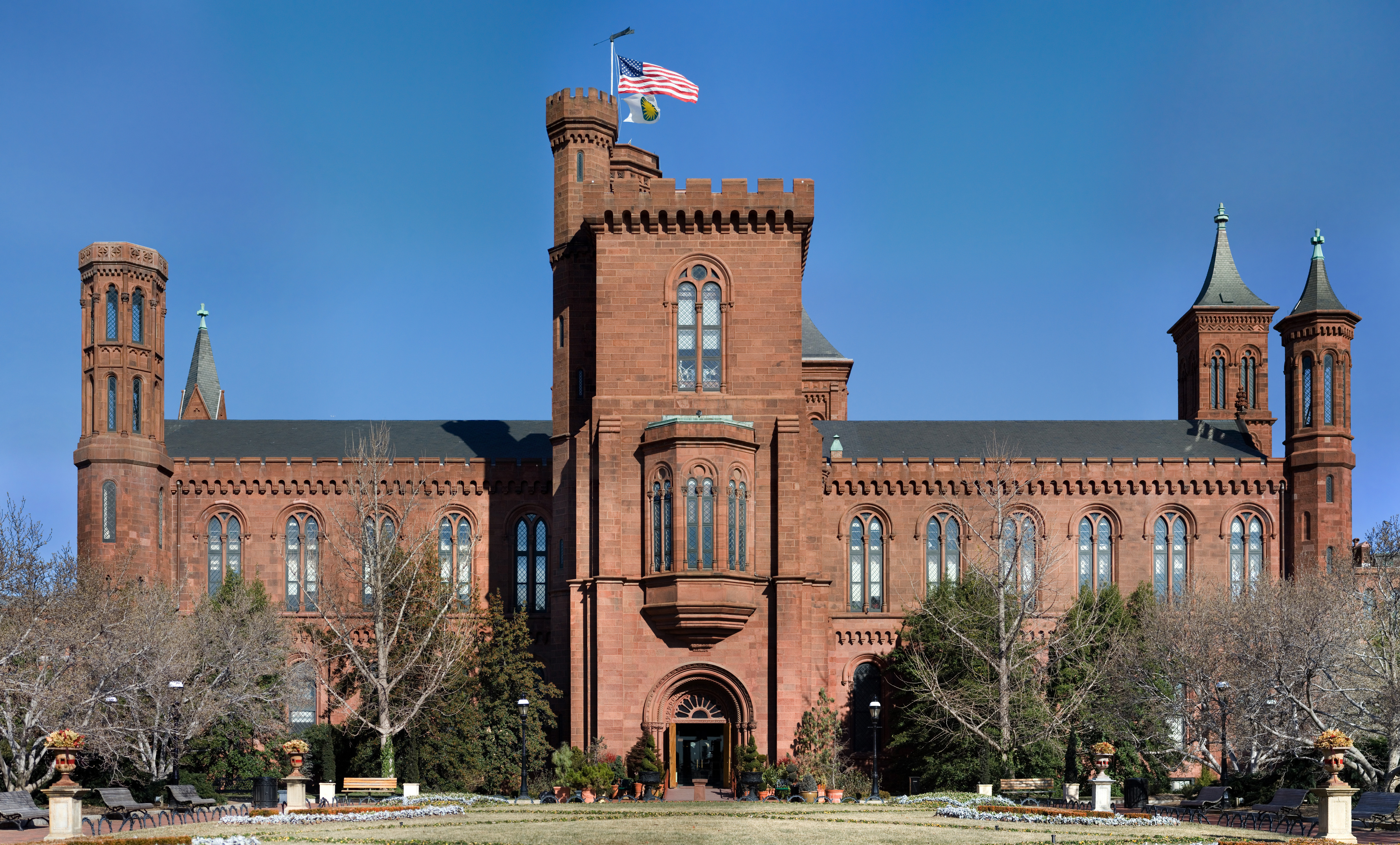
Das Informationszentrum des Smithsonian, meist nur „The Castle“ genannt

1836 ernannte ihn Präsident Jackson zum Bevollmächtigten in England, um die Hinterlassenschaft des britischen Mineralogen und Chemikers James Smithson an die USA zu sichern, die später die Einrichtung der Smithsonian Institution ermöglichte.
Präsident James K. Polk ernannte ihn schließlich 1847 zum Gesandten in Frankreich. 1849 trat er von diesem Amt zurück und ließ sich anschließend in seinem Geburtsort Philadelphia nieder.

## Veröffentlichungen
- Codification of tile Laws of the United States. 5 Bände, Philadelphia, 1815
- Narrative of a Residence at the Court of London from 1817 till 1825. London, 1833
- Comprising Incidents, Official and Personal, from 1819 till 1825. 1845
- Washington in Domestic Life. 1857
- Occasional Productions, Political, Diplomatic, and Miscellaneous, including the Court and Government of Louis Philippe, and the French Revolution of 1848. 1860